# Mark Zuckerberg
Mark Zuckerberg (született: Mark Elliot Zuckerberg; White Plains, New York állam, 1984. május 14. –) amerikai feltaláló, programozó, filantróp, a Facebook közösségi oldal készítője.
Mark Zuckerberg a Facebook közösségi oldal készítője, amelyet iskolatársaival alapított; Dustin Moskovitz, Eduardo Saverin és Chris Hughes voltak a társai a program elkészítésében. Zuckerberg a Facebook 28,2%-os résztulajdonosa, milliárdos. Az amerikai Forbes 400-as listáján 2011-ben a 9. volt. 2014 márciusában ugyancsak a Forbes felmérése szerint a világ 21. leggazdagabb embere volt. 2012 májusában került a Facebook tőzsdére, majd 2012. október 4-én, a közösségi oldal bevezetése után 8 évvel a Facebook elérte az 1 milliárd regisztrált felhasználót. 2015 decemberében gyermeke születésekor Mark Zuckerberg és felesége, Priscilla Chan egy, az újszülött gyermekükhöz írt levélben tudatta a világgal, hogy a birtokukban lévő Facebook részvények 99 százalékát – mai értéken számolva körülbelül 45 milliárd dollárt – jótékonysági célokra adományozzák. A körülbelül 13 140 milliárdnyi forintot alapítványi célokra szánják. Zuckerberg korábban már elindított egy, a "zöld energia" fejlesztésére irányuló alapítványt, a Breaktrough Energy Coalitiont, ahol többek között partnere lett Bill Gates is.

## Családja

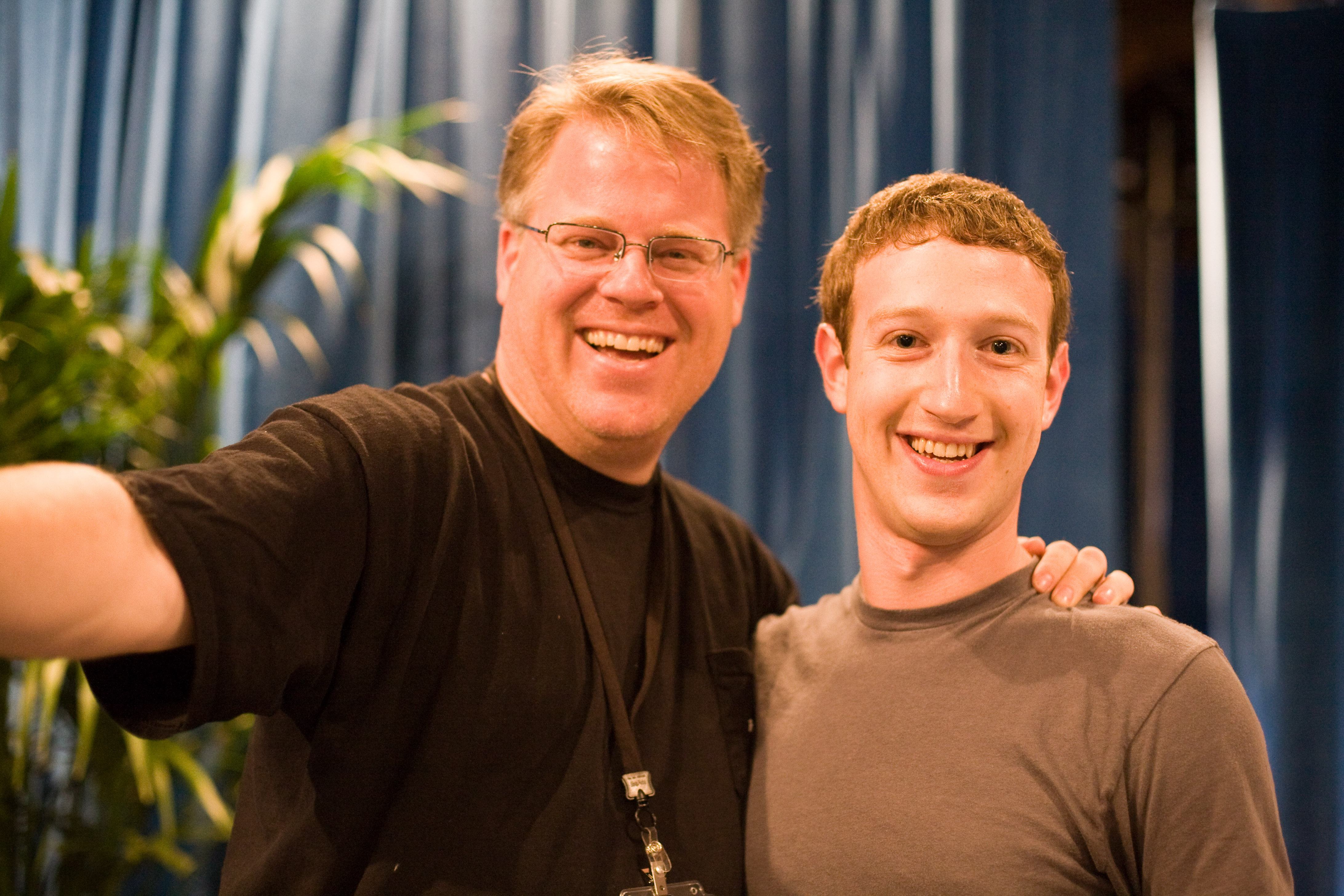
Robert Scoble és Mark Zuckerberg (jobb oldalt), 2008. július 23.

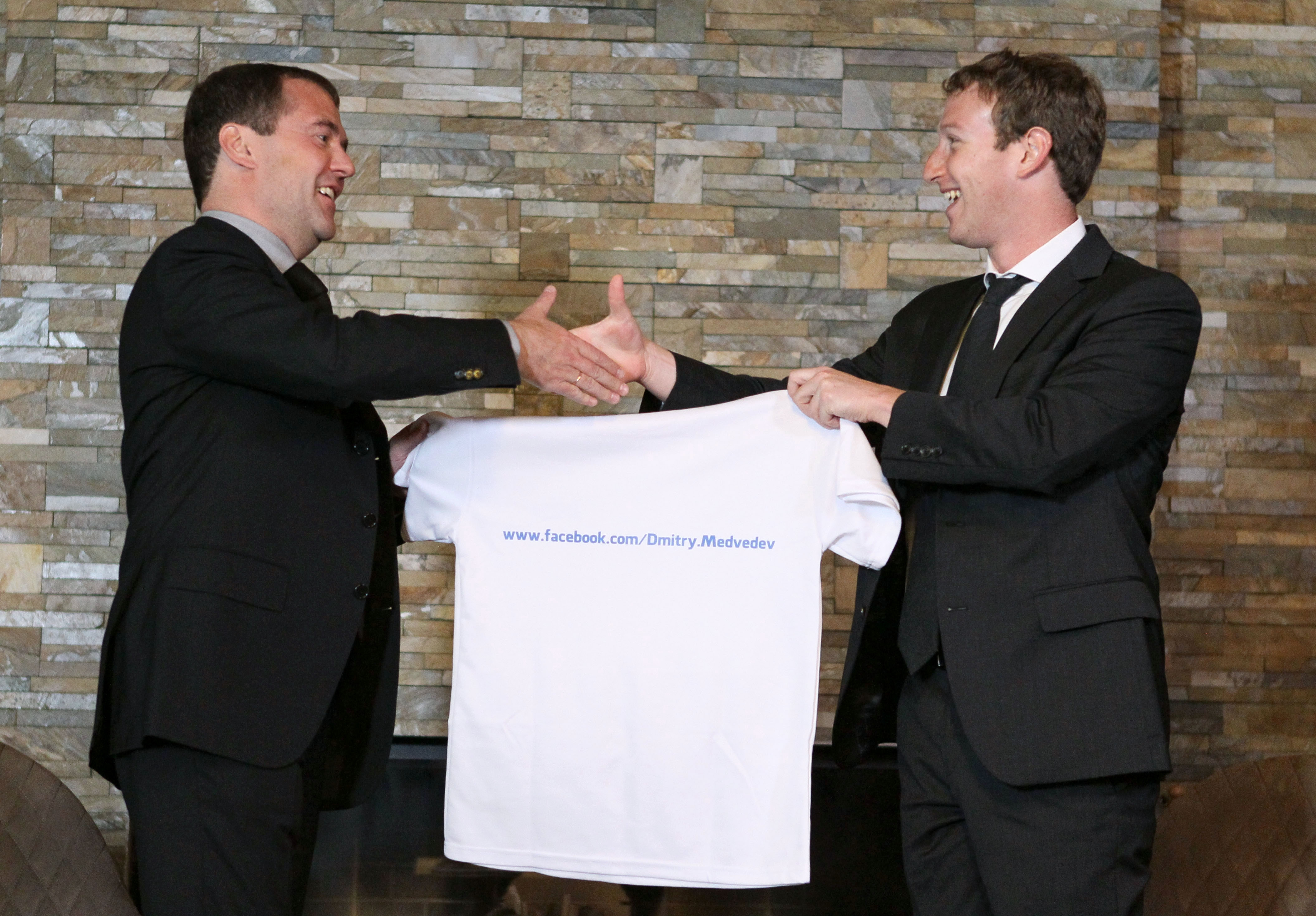
Mark (jobb oldalt) Dmitrij Medvegyev miniszterelnökkel, 2012. október 1.

Mark Zuckerberg New York állam White Plain városában született és Dobbs Ferryben nőtt fel. A Zuckerberg család ausztriai, németországi és lengyelországi gyökerekkel bíró zsidó família, az ún. reformzsidósághoz tartoznak. Édesapja Edward Zuckerberg fogorvos volt, édesanyja pszichiáterként dolgozott a házaspár négy gyermekének megszületése előtt. Marknak még három testvére van, Randi, Donna és Arielle. 2012. május 19-én Mark feleségül vette barátnőjét, Priscilla Chant, akivel már évek óta boldog párkapcsolatban élt, 2015. december 1-jén pedig megszületett kislányuk, Maxima Chan Zuckerberg (Max). A gyermeknek 2016. február 8-án, a beköszöntő holdújév alkalmával adtak új nevet. A kisbaba kínai neve ezentúl Chen Mingyu, a Chen édesanyja családi neve, a Mingyu pedig hírnevet jelent. 2017 augusztusában pedig megszületett második kislányuk, August, teljes nevén August Chan Zuckerberg.

## Életpályája
A számítógép iránti érdeklődése már 12 éves korában megmutatkozott. Édesapja fogorvos volt, és hogy segítsen neki munkájában, írt egy programot, amelynek a neve Zucknet lett. Ez a program a lakásuk és a fogászati rendelő számítógépei közötti kommunikációt biztosította. Ebben az időben magántanárként David Newman fejlesztette Mark számítástechnikai ismereteit, aki elismerte, hogy nagyon nehéz volt lépést tartani a fiúval, aki korához képest feltűnően tehetséges volt a programozás területén. Mark a Mercy College-ban képezte magát tovább, később a videójátékok kezdték érdekelni és azok fejlesztésével foglalkozott. A Phillips Exeter Academy-n New Hampshire-ben folytatta tanulmányait, ahol többek között latint is tanult, és diplomáját irodalomból szerezte. Bármennyire is tehetséges volt ezen a téren is, mégis a számítástechnika vonzotta jobban, amelytől nem tudott szabadulni. Még középiskolás korában készített egy Szinapszis (Synapse Media Player) zenelejátszó programot, ami a Pandora előde volt, és amit mesterséges intelligenciaként lehetett használni arra, hogy a felhasználók szokásait vizsgálja. Elküldte a Slashdothoz, és az 5-ös listán hármas értékelést kapott a szoftver a PC magazintól. A Microsoft és az AOL megpróbálta értékesíteni a Synapse-t és alkalmazni Zuckerberget, de ő inkább a Harvard Egyetemet választotta. Az egyetemet 2002-ben kezdte el, ahol csatlakozott az Alpha Epsilon Pi szövetséghez. Az iskolában arról volt híres, hogy hőskölteményeket szavalt, mint például az Iliaszt.

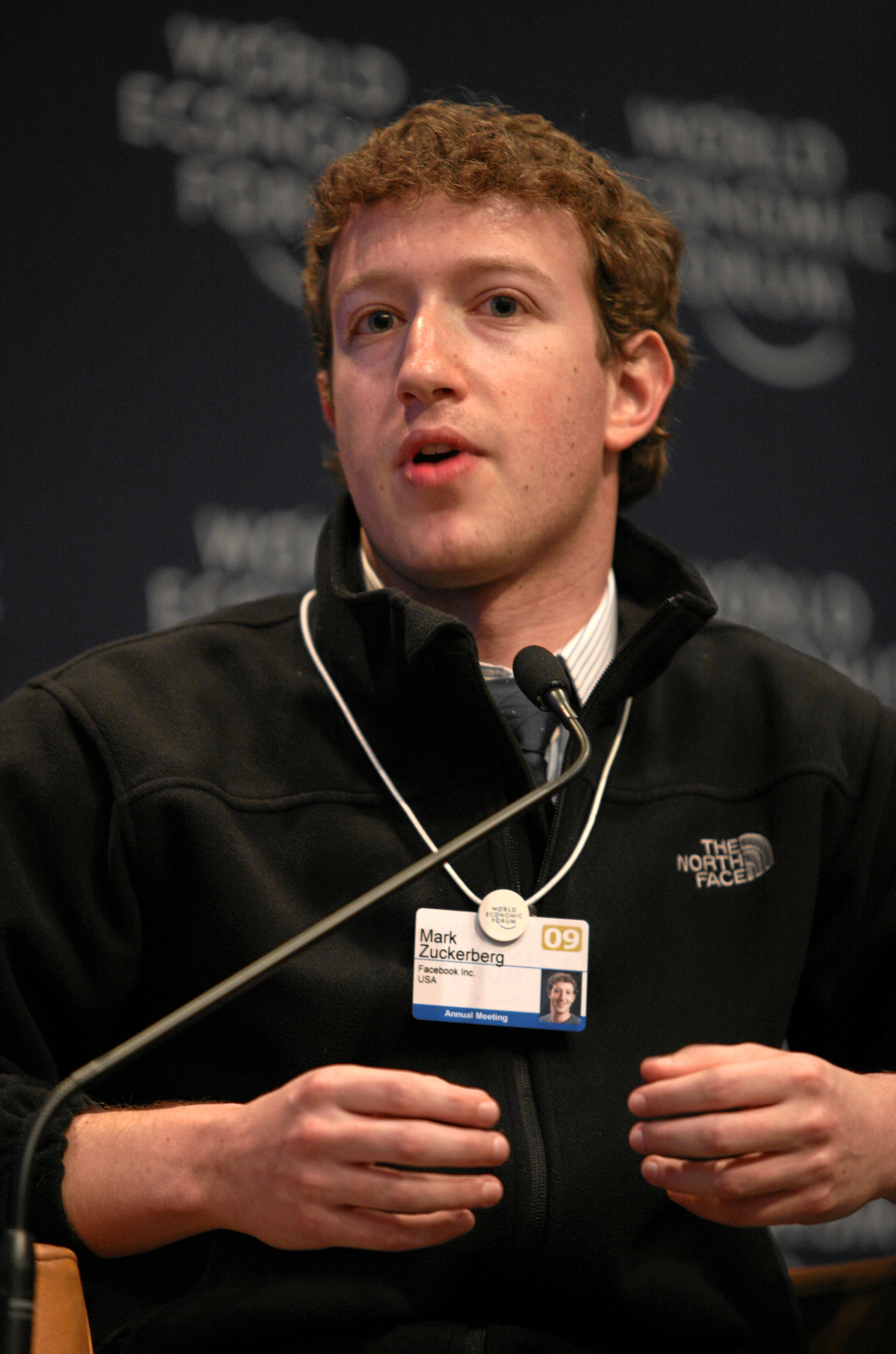
Mark Zuckerberg, a Világgazdasági Fórumon Davosban, 2009. január 31.

Zuckerberg magát hackernek tartja és a hackelésről azt mondja, nem a rombolásról és a behatolásról szól, nem tartva következményektől feltörni és jobbá tenni valamit. Hat-nyolc havonta a Facebook levezényel egy hackatlon összejövetelt, ahol a résztvevőknek egy estéjük van, hogy kigondoljanak valamit és megvalósítsák azt. A cég ennivalót, sört, zenét biztosít a hackatlonosoknak és a Facebook személyzetének, beleértve Zuckerberget, aki részt vesz az eseményen. Az ötlet az, hogy egyetlenegy éjszaka alatt elkészíthetsz valamit, ami igazán jó.- nyilatkozta Zuckerberg a Wired magazinnak. – A Facebook személyiségének az a része kifejezetten az én személyiségem meghatározó eleme.- Zuckerberg Facebook oldalán felsorolja személyes érdeklődési körét, mint a nyitottság, készíteni olyan dolgokat, amelyek segítik az embereket a kapcsolatteremtésben, segítik megosztani a számukra fontos dolgokat egymással, az információáramlás, körforgás, minimalizmus.
A Facebook előde egy "Harvard-gondolatnak" indult 2002-ben, majd Zuckerberg úgy döntött, hogy szétterjeszti a Harvardhoz "kötődő" más iskolában is szobatársa, Dustin Moskovitz segítségével. Elsőként a Stanford, Dartmouth, Columbia, New York University, Cornell, Brown és Yale egyetemeken terjesztették el a programot, utána jöttek más, a Harvardhoz lazábban kapcsolódó iskolák.
Zuckerberg Dustin Moskovitz-cal és más barátokkal együtt elköltözött a kaliforniai Palo Altóba. Egy olcsó lakást vettek bérbe, amit irodaként működtettek. A nyár végén Mark Zuckerberg találkozott Peter Thiellel, aki befektetett a cégbe. Az első irodájukat 2004 nyarán szerezték meg. Zuckerberg szerint a csapat tervezte, hogy visszatér a Harvardra a szemeszterben, végül úgy döntöttek Kaliforniában maradnak.

## Wirehog
Egy hónappal azután, hogy 2004 februárjában a Facebookot elindították, az i2hub-ot, egy másik egyetemi körökhöz tartozó oldalt is felraktak a netre. Wayne Chang készítette az i2hub-ot, mely a peer-to-peer fájlmegosztásra fókuszál. A Facebook és az i2hub hamar felkeltette a média figyelmét, a felhasználók érdeklődését. 2004 augusztusában Zuckerberg, Andrew McCollum, Adam D'Angelo és Sean Parker publikálták az újabb peer-to-peer fájlmegosztó riválist, a Wirehog oldalt. Ez volt az előfutára a mára már elterjedt Facebook Platform alkalmazásoknak. Az i2hub és a Facebook végül elszívta a Wirehog fejlesztőit.
2007. május 27-én Zuckerberg bejelentette a Facebook Platformot. Heteken belül rengeteg applikációt készítettek. Rövid idő alatt több mint 800.000 fejlesztője lett a Facebooknak szerte a világon, akik mind a Facebook Platformot kezdték építeni. 2008. július 23-án Zuckerberg bejelentette a Facebook Connet szolgáltatást, a Facebook Platform egy verzióját.
2007. november 6-án bejelentett egy új hirdetési formát, amit Beaconnak nevezett el. Lehetővé tette, hogy az emberek információt, keresési-, internetezési szokásaikat osszák meg Facebook barátaikkal. Például az eBay oldalt, ahol a felhasználók árui automatikusan egy listára kerülnek és az ismerősök azonnal értesülnek egy news feeden keresztül. A programot alaposan megvizsgálták a személyiség jogok, az üzleti etikett és titoktartás miatt. Az aggodalmakra Zuckerberg késlekedett gyorsan reagálni, 2007. december 5-én Zuckerberg írt egy bejegyzést blogjába. Zuckerberg felelősséget vállalt a Beacon-nel kapcsolatos felmerült aggodalmakra, miszerint a felhasználók maguk dönthetnek a szolgáltatással kapcsolatban.

## ConnectU polgári per
A Harvard tanulói: Cameron Winklevoss, Tyler Winklevoss és Divya Narendra azzal vádolták meg Zuckerberget, hogy elhitette velük, hogy felépíti a HarvardConnection.com oldalt (későbbi nevén a ConnectU-t), amelyet végül nem valósított meg. 2004-ben pert indítottak Zuckerberg ellen, de a vádakat 2007. március 28-án ejtették. Az ügyet Boston Központi Bíróságán tárgyalták újra, 2007. július 25-ére tűzték ki a bírósági tárgyalást, majd ismét ejtették a vádakat. A kihallgatáson a bíróság kimondta, hogy a ConnectU miatti vádakat ejtik. A ConnectU-ügy vádlottjai Cameron Winklevoss, Tyler Winklevoss, Divya Narendra és Wayne Chang  voltak.
2008. június 25-én, mikor már az ügy elült, a Facebook beleegyezett, hogy 20 millió amerikai dollárt fizessen. Később azután elterjedt, hogy a Winklevoss testvérek tervezik, hogy újra beperelik a Facebookot azon állítás alapján, hogy a Facebook félrevezette őket az elszámolás értékében.

## Facebook

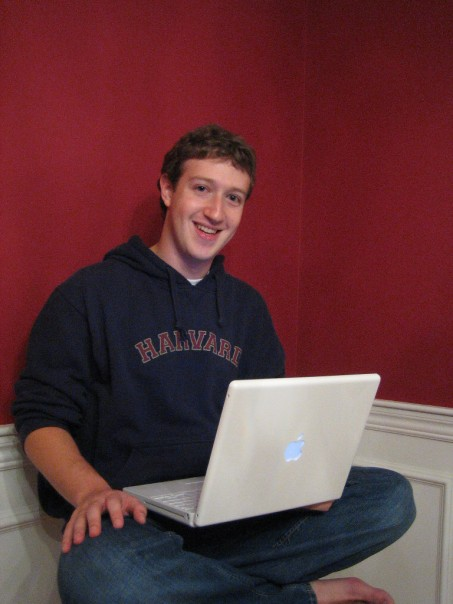
2005. október 23.

### Alapítás
2004. február 4-én indította el a Facebookot a Harvard egyetemi kollégiumából. Az ötlet a Phillips Exeter Academy-ben töltött napjaitól jön, amikor a legtöbb főiskola és előkészítő iskola a tradícióknak megfelelően évkönyvet, "Facebook"-ot készít a hallgatók és az egyetemi kar tagjainak arcképeiből.

## A médiában
- The Social Network film

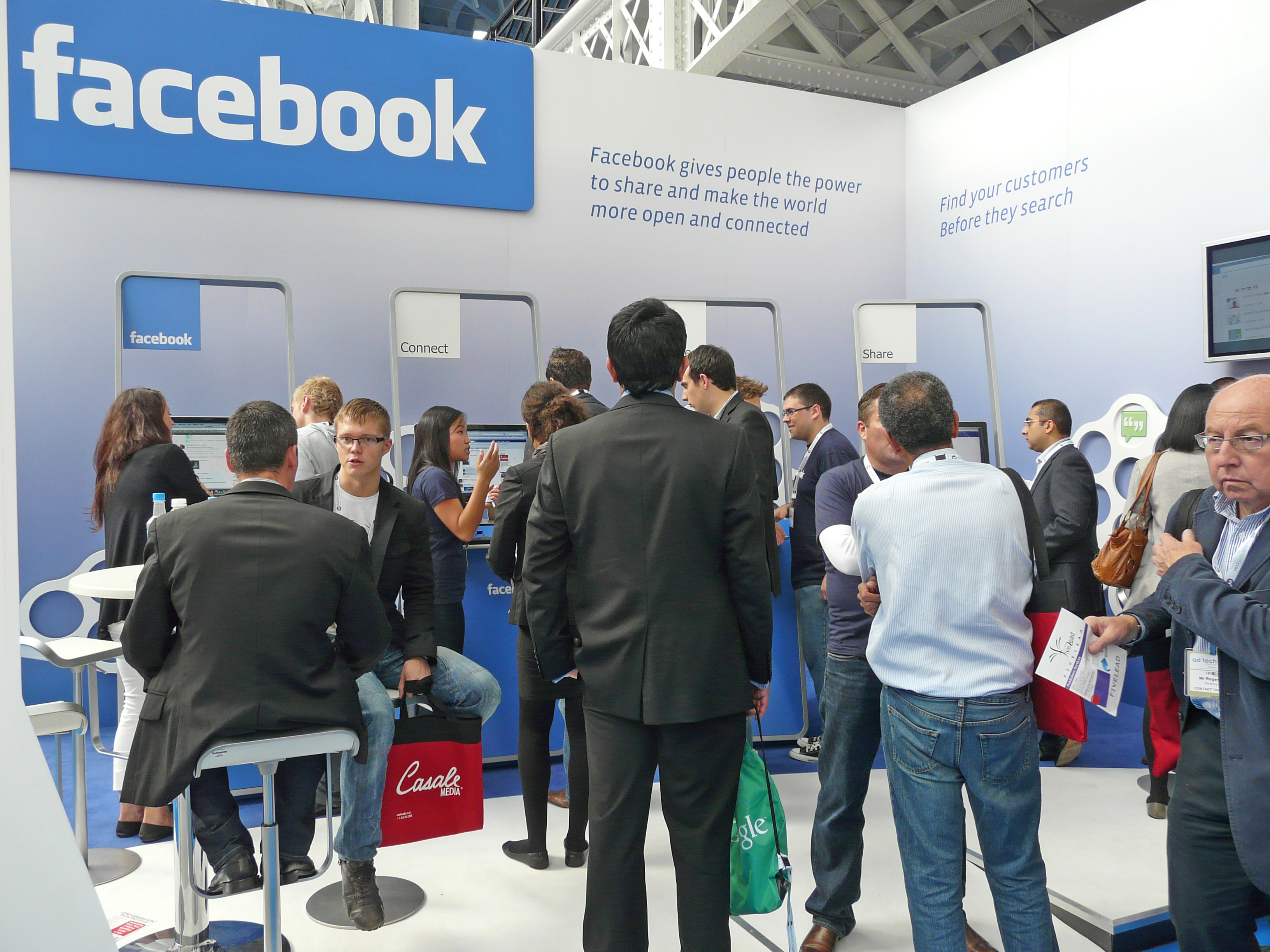
Facebook az Ad-tech London 2010-en

Mark Zuckerbergről és a Facebook alapításáról David Fincher Social Network – A közösségi háló címmel készített filmet, melynek alapjául Ben Mezrich Véletlenül milliárdos című regénye szolgált. A filmet 2010. október 1-jén mutatták be. 
Jesse Eisenberg alakítja Zuckerberget. Miután Zuckerberg megtudta, hogy filmet készítenek róla, úgy reagált, hogy
bárcsak senki ne csinált volna róla filmet halála előtt.
Miután a film leírása, előzetese az interneten elkezdett terjedni, úgy tűnt, Zuckerbergről nem teljesen pozitív képet fest
a részben fantáziafilm, megjegyezte, ő pozitív figuraként akart volna feltűnni.
Zuckerberg kijelentette: nem áll szándékában egyetlenegy Harvard elitklubhoz sem csatlakozni, mint ahogy a filmből következne.
- A Simpsons sorozatban (A Simpson család), a Loan-A Lisa epizódban feltűnik Zuckerberg[28]

2009-ben Zuckerberg a Vanity Fair 100-as listáján a 23. volt, 2010-ben már Zuckerberget az "információs kor legbefolyásosabb emberei" között említik és az Év emberének választják meg. 2010. július 21-én Zuckerberg bejelentette, hogy cégük felhasználóinak száma elérte az 500 milliót. 2010. szeptember 22-én Zuckerberg 100 millió amerikai dollárt adományozott New Jersey Newark iskolának.

## Kutyája
Zuckerbergék pulikutyája, Beast (Vadállat) 2010 januárjában jött világra, szüleit az ercsi Kalácsos kennelből importálták. Az ebnek saját Facebook-oldala van. 2013. június 3-án az Antal Ferenc "Ludas Matyi Pulitenyészet" vendége volt Mark Zuckerberg és felesége, Priscilla Chan, itt egy új kis pulit és egy komondort vásároltak volna maguknak, de végül csak megszemlélték őket. Valójában arra voltak kíváncsiak, hogy milyen egy igazi fekete magyar puli, mert Beast fehér és Amerikában született. A komondor nagyon tetszett nekik, de túl nagynak találták az ő "kis" kertjükhöz képest.

## Díjak
- 2010. Az év embere[32]

| - California Hall of Fame (2010) - Az év embere (2010) - Axel Springer Award (2016. február 25.) - Big Brother-díj (2011) - díszdoktor (Harvard Egyetem, 2017) |